# Lester Cockney
Lester Cockney è un personaggio immaginario protagonista di una omonima serie a fumetti belga in lingua francese creata da Franz ed edita da Le Lombard.

## Biografia del personaggio
Lester Cockney, il cui vero nome è Lester Mahoney, è un irlandese natío di Killarney. Durante il XIX secolo, a causa di alcune vicissitudini, si ritrova costretto a entrare nell'esercito britannico, unendosi a un corpo di spedizione con base in India, poi a Kabul, successivamente in Afghanistan. Poi si ritroverà a vivere avventure in giro per il mondo in Punjab, Yemen, Egitto, l'Europa e l'America.

## Storia editoriale
La serie a fumetti è composta da undici episodi realizzati da Franz tra il 1982 ed il 2005.

### Edizione italiana
La prima edizione italiana della serie di Franz è datata 30 novembre 1999, quando per la prima volta l'editore Comic Art ne pubblica alcune strisce sull'omonima rivista arrivando a formare i primi due volumi belga, per poi ripubblicarli su una collana dedicata al personaggio proseguendone le avventure ma senza portarle a termine.
Il 17 ottobre 2012 la serie viene riproposta dal principio dall'Editoriale Cosmo che in cinque volumi riesce a pubblicare tutti gli episodi che sino ad allora erano rimasti inediti.
| Editions du Lombard/Le Lombard | Editions du Lombard/Le Lombard | Editions du Lombard/Le Lombard | Editoriale Cosmo | Editoriale Cosmo         | Editoriale Cosmo |
| ------------------------------ | ------------------------------ | ------------------------------ | ---------------- | ------------------------ | ---------------- |
| n. 1                           | Les Fous de Kaboul             | 10/1982                        | n. 1             | I folli di Kabul         | 17/10/2012       |
| n. 2                           | La neige était crissante       | 02/1983                        | n. 1             | Il deserto bianco        | 17/10/2012       |
| n. 3                           | Une Hongroise au Pendjab       | 06/1984                        | n. 2             | Un ungherese nel Punjab  | 14/11/2012       |
| n. 4                           | «Je veux retourner à Pecs!»    | 06/1985                        | n. 2             | Voglio ritornare a Pecs! | 14/11/2012       |
| n. 5                           | Le Roi des Dalmates            | 04/1987                        | n. 3             | Il re dei Dalmati        | 17/12/2012       |
| n. 6                           | Les Conjurés du Danube         | 10/1987                        | n. 3             | I congiurati del Danubio | 17/12/2012       |
| n. 7                           | La Déchirure                   | 01/1993                        | n. 4             | L'eredità                | 16/01/2013       |
| n. 8                           | Oregon Trail                   | 02/2005                        | n. 4             | Carovana per l'Oregon    | 16/01/2013       |
| n. 9                           | Mise au poing                  | 12/2005                        | n. 4             | La resa dei conti        | 16/01/2013       |
| E1                             | Irish Melody                   | 06/1994                        | n. 5             | Irish Melody             | 16/07/2013       |
| E2                             | Shamrock Song                  | 02/1996                        | n. 5             | Shamrock Song            | 16/07/2013       |
| ETL                            | Sounds of Killarney            | 09/1995                        | n. 5             | Arnold l'avventuriero    | 16/07/2013       |
| ETL                            | Sounds of Killarney            | 09/1995                        | n. 5             | Napathra della giungla   | 16/07/2013       |